# Dialogue entre l'Église orthodoxe et les Églises des trois conciles
 (avril 2019).
- Si vous ne connaissez pas le sujet, laissez ce bandeau (vous pouvez alors contacter les auteurs).
- Si vous supprimez le contenu mis en cause (vous pouvez préalablement contacter les auteurs),

argumentez précisément cette suppression dans la page de discussion
(un manque de référence n'est pas un argument ; une recherche réelle de référence doit avoir été effectuée, être formellement documentée).
Un dialogue interconfessionnel entre l'Église orthodoxe et les Églises des trois conciles existe officiellement depuis les années 1960 en vue d'améliorer leurs relations et de résoudre les différends doctrinaux.
Ce dialogue est mené, des deux côtés, d'une manière unifiée (au sein de la Commission mixte pour le dialogue théologique entre l'Église orthodoxe et les Églises orthodoxes orientales) ou à un niveau bilatéral entre les différentes Églises locales.
Le dialogue entre les deux familles orthodoxes porte sur la christologie ; il s'agit de trouver un accord au sujet du vocabulaire christologique commun employé d'un côté par le symbole de Chalcédoine, de l'autre par le patriarche Cyrille d'Alexandrie. 

## Historique

### Consultations non officielles
Une série de quatre consultations non officielles s'est déroulée entre 1964 et 1971 :
- 1964 à l'université d'Århus au Danemark
- 25-29 juillet 1967 à Bristol en Angleterre
- 16-21 août 1970 au Centre orthodoxe du Patriarcat œcuménique à Chambésy en Suisse
- 22-23 janvier 1971 à Addis-Abeba en Éthiopie

### Réunions de la Commission mixte
- 10-15 décembre 1985 Ire Rencontre au Centre orthodoxe du Patriarcat œcuménique à Chambésy
- 20-24 juin 1989 IIe Rencontre au monastère Saint-Bishoy en Égypte
- 23-28 septembre 1990 IIIe Rencontre à Chambésy
- 1er-6 novembre 1993 IVe Rencontre à Chambésy